# Jingneta exilocula
Espèce
Synonymes
- Leptoneta exilocula Tong & Li, 2008

Jingneta exilocula est une espèce d'araignées aranéomorphes de la famille des Leptonetidae.

## Distribution
Cette espèce est endémique de la municipalité de Pékin en Chine,. Elle se rencontre dans le district de Fangshan à Hebeizhen dans la grotte Bianfu.

## Description
Le mâle holotype mesure 2,20 mm et la femelle paratype 1,69 mm.

## Systématique et taxinomie
Cette espèce a été décrite sous le protonyme Leptoneta exilocula par Tong et Li en 2008. Elle est placée dans le genre Jingneta par Wang, Li et Zhu en 2020.

## Publication originale
- Tong & Li, 2008 : « Six new cave-dwelling species of Leptoneta (Arachnida, Araneae, Leptonetidae) from Beijing and adjacent regions, China. » Zoosystema, vol. 30, p. 371-386 (texte intégral).